# Cucuta (Románia)
Cucuta falu Romániában, Erdélyben, Fehér megyében. Közigazgatásilag Bokajfelfalu községhez tartozik.

## Fekvése
Bokajfelfalu közelében fekvő település.

## Története
Cucuta korábban  Bokajfelfalu része volt, 1956-ban 134 lakossal. 1966-ban 95, 1977-ben 92, 2002-ben 43 román lakosa volt.